# Paralimopsis paulocarinata
Paralimopsis paulocarinata is een bidsprinkhaankreeftensoort uit de familie van de Squillidae. De wetenschappelijke naam van de soort is voor het eerst geldig gepubliceerd in 1972 door Blumstein.